# 网纹长颈鹿
網紋長頸鹿（學名：Giraffa camelopardalis reticulata），俗稱索馬里長頸鹿（Somali giraffe），是原生於索馬利亞、衣索比亞南部以及肯亞北部的長頸鹿亞種。在人工飼育或是在野外接觸亞種族群的情況下，網紋長頸鹿能和其他長頸鹿亞種進行交配。
網紋長頸鹿是九種長頸鹿亞種之中最有名的一種，同時，牠和羅氏長頸鹿同為目前為止動物園內最常見的長頸鹿。網紋長頸鹿的毛皮上有被白色線條網路描繪出的多邊形深栗色的大斑點。這些斑點有可能是深紅色的，也有可能延伸到腿部。長頸鹿會有如此超乎尋常的高度歸因於一種被稱作「角力」的儀式，也就是兩隻公長頸鹿為了取得繁殖的權利，而以脖子甩到對方身上進行攻擊的一種打鬥，擁有最高、最長脖子的長頸鹿將會勝出，並取得交配的權利，從而將這些基因傳給下一代。

## 分布

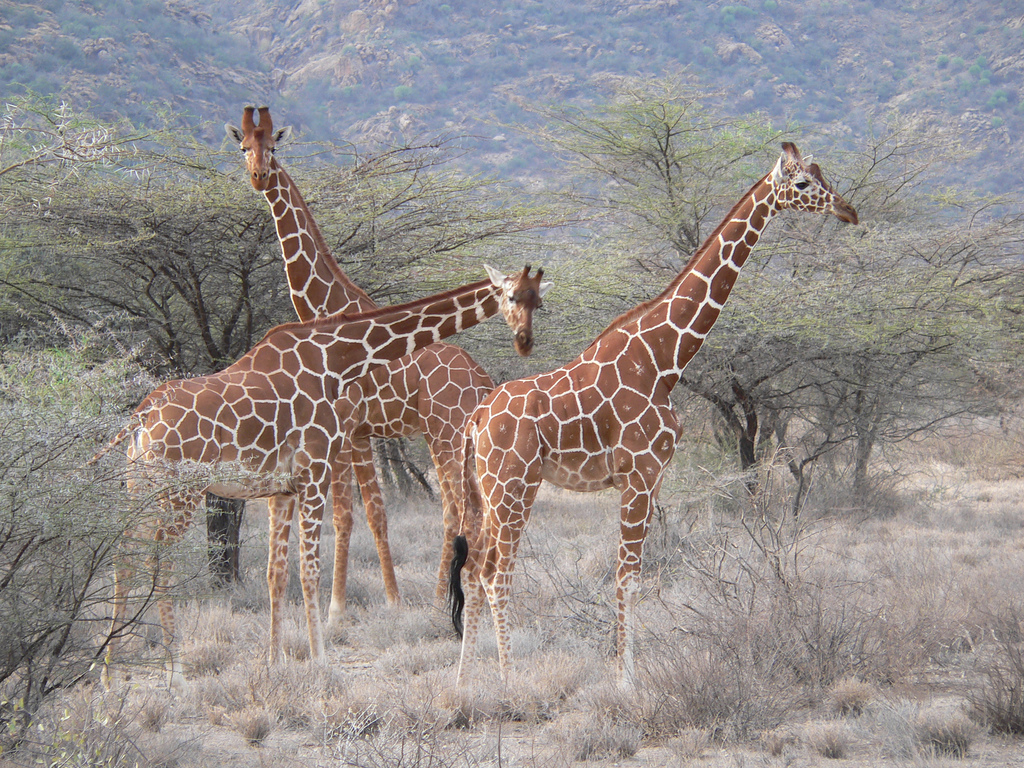
肯尼亞的长颈鹿

歷史上，長頸鹿廣泛的出現在非洲各地。牠們偏好的棲地是熱帶草原、林地、季節性氾濫平原和雨林。

## 食物

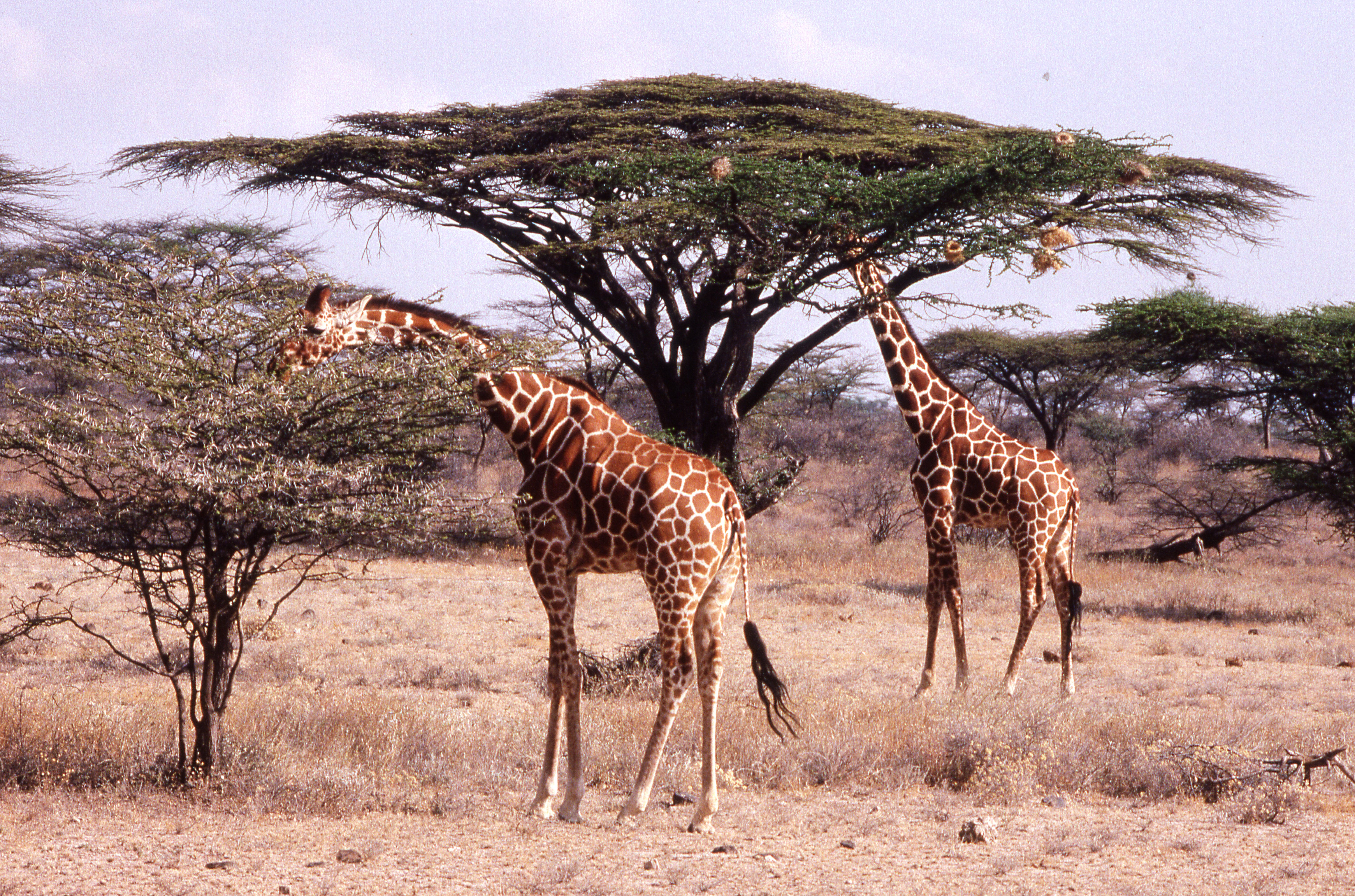
正在進食的网纹长颈鹿

網紋長頸鹿是草食性動物，根據紀錄，牠們以超過一百種的植物為食，其中又以金合歡、沒藥屬和欖仁樹的葉子為主食。長頸鹿曾被觀察到吃羚羊的屍體及啃食乾枯的骨頭來滿足鈣質攝取。雖然偏愛樹葉，長頸鹿仍會吃上其他許多不同種類的植物，特別是在乾季的時候。長頸鹿的食物偏好也隨著季節而改變：當在乾季時，牠們似乎能吃下如細針般的松葉。放牧飼養的長頸鹿，通常代表著牠們會一整天不間斷的進食。一隻雄性長頸鹿單日能夠吃下75磅（約34公斤）的食物。長頸鹿使用嗅覺來鎖定牠們想吃的樹葉的位置。在進食的時候，牠們會攝取樹枝上所有的東西，包含上面的昆蟲、樹皮和小刺。長頸鹿用牠們的長舌頭（可達18英吋長）將樹葉刮落，牠們也擁有非常強韌的嘴唇保護牠們不會在進食過程中受到刮傷。儘管金合歡樹是牠們的最愛，長頸鹿也會吃莓子和其他水果。
網紋長頸鹿是反芻動物，就和牛及有蹄類動物一樣。如同薩德勒在其著作《長頸鹿－－熱帶草原的哨兵》（Giraffes, The Sentinels of the Savannah）中所提及的，長頸鹿共有四個胃，食物會通過第一個胃，而水分則是直接進入第二個。第一個胃會部分消化細枝、樹葉和任何長頸鹿吞進來的食物。一天之中，當牠們沒有在進食的時候，這些發酵混合物的一部分就會以硬塊的形態被從胃部帶上來。長頸鹿一整天都會咀嚼這些稱作反芻物的硬塊，更進一步幫助分解食物。當長頸鹿嚼完這些硬塊後，它們會被送至第三個胃，最後則是至第四個胃去被完整消化。
長頸鹿很擅長在炎熱的非洲氣候中保存水分。由於牠們的體型，長頸鹿能夠部分保存和維持牠們的體溫－－牠們又細又長的脖子能夠快速散熱。牠們所吃下的葉子其實是很好的水分來源，甚至能讓牠們一連多天不須喝水。低頭喝水對頭很重的長頸鹿來說是一件非常艱難的事，同時這也使得牠們在掠食者面前露出弱點。牠們能夠將腳擴展並拉長脖子而藉以喝到水。

## 繁殖

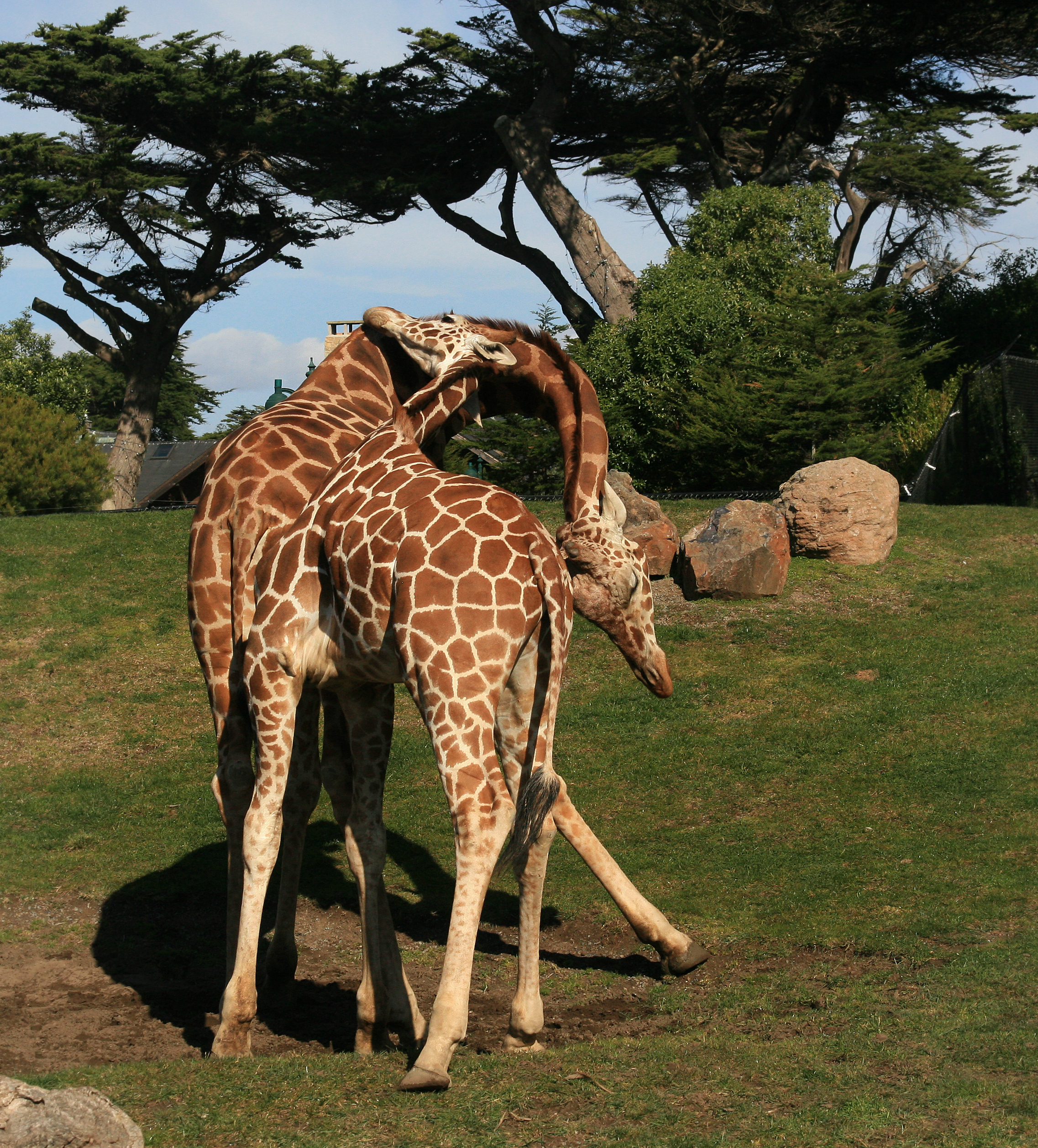
正在進行「角力」儀式的网纹长颈鹿

一旦懷孕，雌性网纹長頸鹿將需要渡過約15個月的懷孕期，且通常只會懷有一隻嬰兒長頸鹿。但是，一隻雌性网纹長頸鹿在一生最多能產下八隻嬰兒長頸鹿。每當雌性网纹長頸鹿懷孕後，牠們便會回到同一個地點等待進行分娩。雖然一年四季都適合長頸鹿生活，但分娩通常都是在旱季進行。當嬰兒長頸鹿出生時，牠們會從7英尺高的母體掉落地上，因為母親長頸鹿是站著分娩的。嬰兒長頸鹿在出生時可以重達200磅，且站起來能有6英尺高。嬰兒長頸鹿在出生後不到半小時便可以站起來，並已經能夠喝母親的乳汁。嬰兒長頸鹿將會持續喝乳汁，直到牠們年約一歲左右。嬰兒長頸鹿在第一個月能增高9英寸，並會在一歲前以很快的速度繼續增高。之後，幼兒長頸鹿的增高速度會放緩至每年不到一英寸。長頸鹿是一種群居動物，牠們甚至會委託牠們的後代予其他長頸鹿照顧。雌性長頸鹿大約在4歲左右開始繁殖，而雄性長頸鹿則大約在10歲左右開始繁殖。

## 天敵和威脅
由於其巨大的體形和能夠發現危險的能力，只有極少獵食者會獵食网纹长颈鹿。儘管如此，獅子、鱷魚和斑鬣狗仍然會獵食网纹长颈鹿。對网纹长颈鹿來說，人類也是一個非常大的威脅，雖然人類正在努力保護牠們。獵人為了獲取网纹长颈鹿的毛髮和皮膚，所以會獵殺牠們。長頸鹿擁有很厚且強韌的毛髮是用來製作手鐲和繩索的優質材料，且售賣長頸鹿肉在一些蘇丹的村莊亦是合法的，因此招來不少人獵殺网纹长颈鹿。目前大約有10萬隻长颈鹿在非洲生活，但部份品種只剩下約100隻，面對滅絕的危機。
除此以外，网纹长颈鹿亦需要面對會吸血的采采蝇。這些采采蝇亦帶著致死的非洲錐蟲病。為了避免被吸血及染病，長頸鹿會使用其強有力的尾巴驅趕這些采采蝇。長頸鹿與幾個品種的鳥類有共生關係，特別是牛椋鸟。這些鳥類在長頸鹿的背上棲息，並且在有獵食者出現時會提醒牠們。牛椋鸟亦會吃掉長頸鹿身上的蟎蟲和灰塵，保持長頸鹿身體乾淨。然而，牛椋鸟有時候會啄食长颈鹿的傷口。瘟疫亦會影響了長頸鹿。根據科學家安妮·達格指出，最嚴重的一個瘟疫是牛瘟病毒。這個瘟疫在1880年代殺害了數百隻長頸鹿。這個瘟疫之後不斷以小規模爆發的形式出現，其中在1960年代的牛瘟病毒瘟疫更抹殺了肯尼亞過半网纹长颈鹿。

## 外部連結
- 维基共享资源上的相關多媒體資源：Somali Giraffes
- 維基物種上的相關：Giraffa camelopardalis reticulata
- 夏延山動物園長頸鹿拍攝
- 聖路易斯動物園，網紋長頸鹿
- BIG動物園 （页面存档备份，存于）
- 聖路易斯動物園條目